# Hedwigia alopecura
Hedwigia alopecura là một loài Rêu trong họ Hedwigiaceae. Loài này được (Brid.) Kindb. mô tả khoa học đầu tiên năm 1894.